# Zweiter Allrussischer Sowjetkongress
Der Zweite Allrussische Sowjetkongress fand vom 25. Oktober (7. November) bis zum 27. Oktober (9. November) 1917, parallel zur Oktoberrevolution, statt.

## Verlauf
Am zweiten gesamtsowjetischen Kongress nahmen 739 Abgeordnete teil: 338 Bolschewiki, 211 Sozialrevolutionäre, 69 Menschewiki, 20 Menschwiki-Internationalisten sowie um die 100 Vertreter anderer Parteien. Trotz der fehlenden Mehrheit der Bolschewiki unterstützen viele Abgeordneten der anderen Parteien die Bolschewiki. Infolge der Oktoberrevolution am ersten Tagungstag durch die Bolschewiki zogen sich einige Sozialrevolutionäre und Menschewiki aus Protest zurück, was ihnen den Hohn Trotzkis und die Mehrheit der Bolschewiki einbrachte.

„Ihr seid Bankrotteure, eure Rolle ist ausgespielt. Schert euch hin, wohin ihr von nun an gehört: auf den Kehrichthaufen der Geschichte.“

Da keine neuerliche Duma gewählt wurde, endete die bisherige Doppelherrschaft und der Kongress wurde zum obersten Organ der Staatsmacht in Russland.
Die folgenden Resolutionen wurden während des Kongresses angenommen:
- Dekret über den Frieden (Einleitung von Friedensgesprächen mit den Mittelmächten)
- Dekret über Grund und Boden (soll Landbesitzer abschaffen und Land an diejenigen übertragen, die daran arbeiten)
- Abschaffung der Provisorischen Regierung und Ersetzung durch den Rat der Volkskommissare.

## Kritik
Die britische Sozialistin Ethel Snowden besuchte die Sowjetunion als Teil einer TUC-Labour Delegation für eine unparteiische Untersuchung der Oktoberrevolution. In ihrem daraus entstandenen Buch Through Bolshevik Russia äußert sich Ethel Snowden kritisch zum Allrussischen Sowjetkongress, weil ein Stadtbewohner fünf Stimmen hatte im Vergleich zu einem Bauern, dessen Stimme nur einfach zählte. Bauern machten damals 77,12 % der russischen Gesamtbevölkerung aus.

## Historische Forschung
Nach dem belgischen marxistischen Historiker Marcel Liebman hatten die Bolschewiki durch ein differenziertes Wahlsystem die Mehrheit in den Sowjets. Nach der sowjetischen Verfassung von 1918 hatte ein Stadtsowjet (gewöhnlich pro-bolschewistisch) einen Delegierten je 25.000 Stimmen, während ein ländlicher Sowjet (zumeist pro-sozialrevolutionär) 1 Delegierten je 125.000 Stimmen entsenden konnte.
Zwei neuere Bücher, die sich auf sowjetische Archive beziehen (Die Russische Revolution von Richard Pipes und Tragödie eines Volkes. Die Epoche der russischen Revolution 1891–1924 von Orlando Figes) argumentieren, dass der 2. Kongress nicht fair war, da etwa ein Sowjet mit 1.500 Mitgliedern 5 Delegierte sandte, was mehr als die Deputierten der Stadt Kiew entsprach. Sowohl Menschewiki als auch SR hätten diese Wahl als illegal und nicht repräsentativ bezeichnet.